# Aloe candelabrum
Aloe candelabrum é uma espécie de liliopsida do gênero Aloe, pertencente à família Asphodelaceae.